# جووانی آتسینی
جووانی آتسینی (به ایتالیایی: Giovanni Azzini) بازیکن فوتبال و مدافع اهل ایتالیا است که از سال ۱۹۵۲ میلادی عضو تیم ملی فوتبال ایتالیا بوده و در ۱ بازی ملی حضور داشته‌است. او در بازی‌های ملی‌اش گلی به ثمر نرساند.
جووانی آتسینی آخرین بازی ملی خود را در سال ۱۹۵۲ میلادی انجام داد.